# پائولین مور
پائولین مور (انگلیسی: Pauline Moore; ۱۷ ژوئن ۱۹۱۴ – ۷ دسامبر ۲۰۰۱) هنرپیشه اهل ایالات متحده آمریکا بود.
از فیلم‌ها یا برنامه‌های تلویزیونی که وی در آن نقش داشته‌است می‌توان به آقای لینکلن جوان، هایدی، بوفالو بیل جوان و سه تفنگدار اشاره کرد.